# Modesta Mignon
Modeste Mignon è un romanzo dello scrittore francese Honoré de Balzac. È il quinto della sezione di Scènes de la vie privée (Scene della vita privata) nella raccolta La Comédie humaine. 
La prima parte del romanzo venne diviso in serie e censurato nell'edizione del Journal des débats di aprile, maggio e giugno 1844. Più tardi, Chlenowski pubblicò una versione dell'opera, estesa e rivisitata, in due parti con i titoli rispettivamente Modeste Mignon e Les Trois amoreux (I Tre Pretendenti). La terza e ultima parte del romanzo apparve nel 1846 come una parte dell'edizione completa di Furne de La Comédie humaine. Modeste Mignon è il terzo romanzo all'interno del volume 4, ovvero il ventitreesimo all'interno di Scènes de la vie privée. 

Balzac scrisse Modest Mignon quando tornò in Francia dal viaggio a San Pietroburgo, dove passò l'estate del 1843 con la sua futura moglie, la contessa Ewelina Hańska, alla quale è dedicata l'opera. 
Figlia di una terra schiava, angelo per amore, strega per fantasia, figlia per fede, invecchiata per esperienza, uomo nel cervello, donna nel cuore, gigante per speranza, madre attraverso i dolori, poeta nei tuoi sogni - a te appartiene questo libro, dove il tuo amore, la tua fantasia, la tua esperienza, il tuo dolore, la tua speranza, i tuoi sogni, sono l'ordito attraverso il quale viene lanciata una trama meno brillante della poesia della tua anima, la cui espressione, quando risplende sul tuo volto, è quella di quelli che ti amano, quali sono per gli studiosi i caratteri di una lingua perduta. 
A San Pietroburgo, Balzac aveva letto una traduzione francese della corrispondenza tra il poeta tedesco Johann Wolfgang Goethe e la giovane romantica tedesca Bettina Brentano, di trentasette anni più giovane. Quest'opera, così come la stessa corrispondenza di Balzac con i giovani ammiratori, ha chiaramente inspirato Modeste Mignon, un romanzo la cui trama è bastata sulla corrispondenza tra il famoso poeta e la sua giovane ammiratrice. Sono stati rilevati parallelismi anche con le esperienze di Balzac a San Pietroburgo: c'è molto della contessa Hańska nel personaggio di Modeste, mentre suo il cugino di suo padre, Wenceslas Rewuski, viene paragonato al padre di Modeste, Charles Mignon. 

## Trama

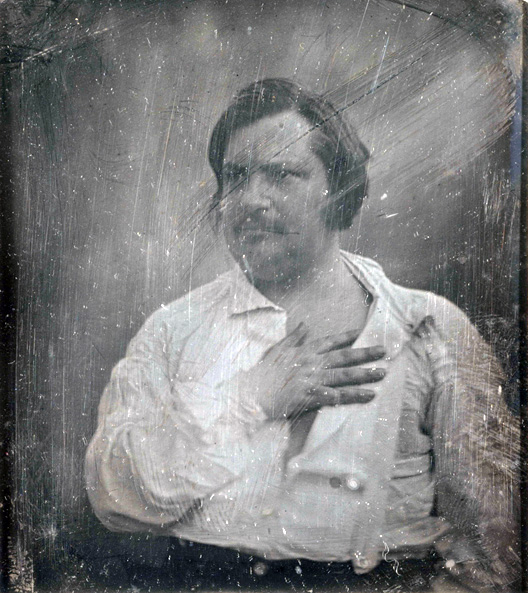
Honoré de Balzac

La prima parte dell'opera è basata su una fiaba popolare chiamata La fille mal gardée (La Ragazza mal custodita), in cui una giovane donna si innamora di un uomo nonostante i suoi genitori siano determinati a preservare la sua castità per qualcuno più adatto. Modeste Mignon, una giovane donna di provincia dal temperamento romantico, crede di essere innamorata del famoso poeta parigino Melchior de Canalis, le cui opere l'hanno riempita di passione. La ragazza intrattiene una corrispondenza epistolare con il poeta, ma quest'ultimo non ricambia le stesse attenzioni. Canalis invita il suo segretario Ernest de la Brière ad occuparsi della questione. Ernest risponde alle lettere a nome di Canalis; segue un pericoloso intrigo, che vede Ernest arrivare nella città natale di Modeste, Ingouville (vicino a Le Havre), travestito da Canalis. La trama è resa più intricata dall'intromissione della famiglia e degli amici di Modeste, i quali sospettano che abbia segretamente preso un amante. L'astuto nano Butscha, che è innamorato di Modeste come un cavaliere medievale avrebbe potuto amare una donna molto al di sopra del suo rango, è determinato a smascherare l'uomo. Le cose precipitano quando Ernest scopre che il padre di Modeste, Charles Mignon, è tornato molto arricchito da un lungo esilio: Modeste non è più una povera ragazza di provincia, ma una ricca ereditiera con una dote di sei milioni di franchi. Ernest rivela la sua vera identità, ma Modeste si sente umiliata e lo respinge. Quando la ricchezza di Modeste diventa nota a tutti, Canalis si interessa di lei ed è convinto che il suo ardore poetico gli permetterà di conquistare il suo cuore. Ma il suo segretario non è più il suo unico rivale: un ricco potente locale, il duca di Hérouville, considera la nouveau-riche Modeste Mignon come una possibile sposa e decide di dichiararsi alla giovane donna. 
Anche la seconda parte del romanzo è basata su una fiaba tradizionale, The Rival Suitors. Ernest, Canalis e il duca d'Hérouville sono invitati ad Inouville a competere per la mano di Modeste. Nonostante la ragazza sia ancor ferita dall'inganno del poeta, è determinata a scegliere tra le appassionate avances di Canalis e la possibilità di diventare la duchessa di Hérouville. Butscha, invece, che ha capito che Ernest è l'unico veramente innamorato di lei, è allo stesso modo determinato ad aiutare l'uomo a conquistarla. Grazie agli intrighi di Butscha e al buon senso del padre, Modeste sceglie Ernest e i due si sposano.